# Gotthard-Bank

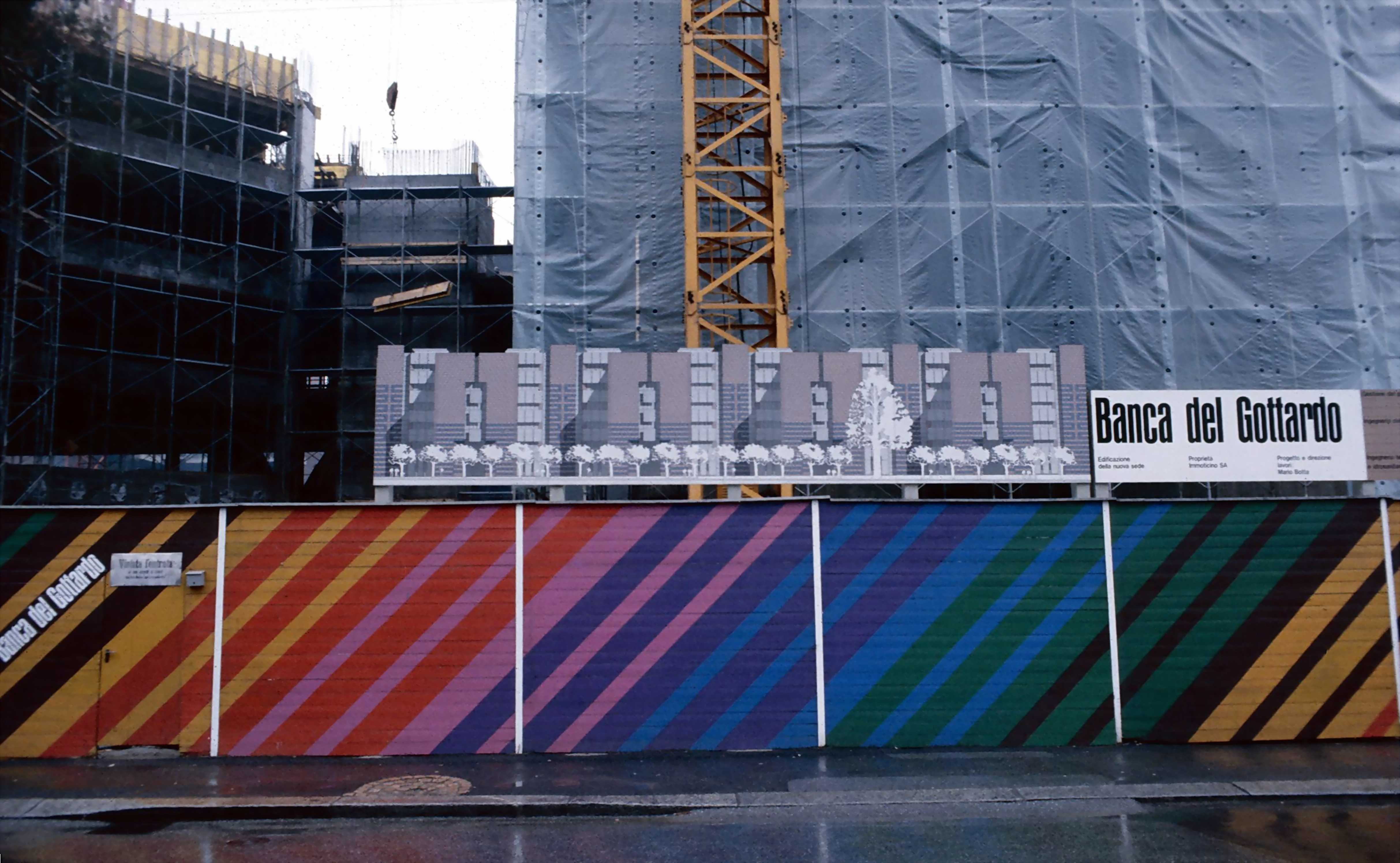
Baustelle im Juni 1980

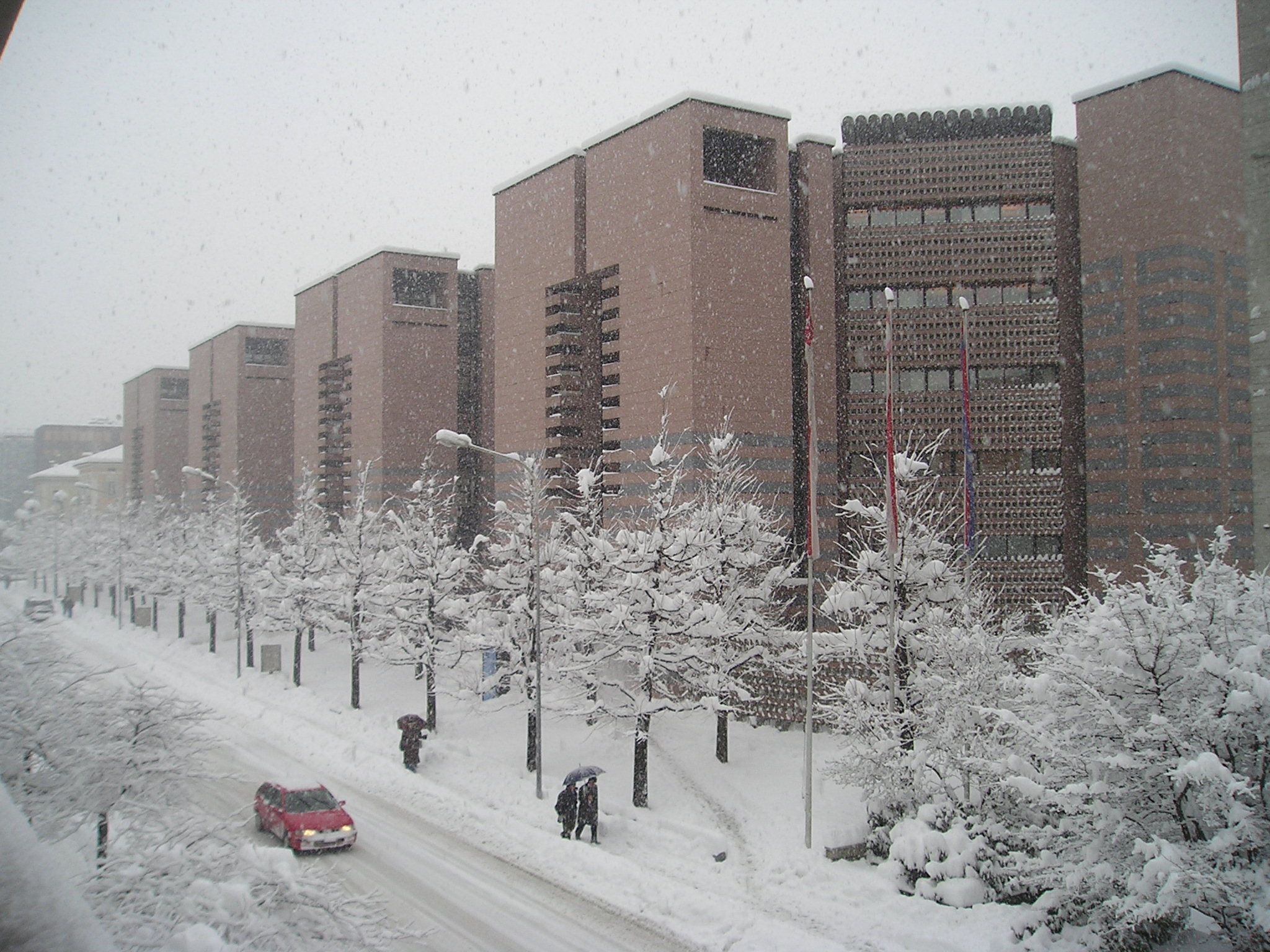
Hauptsitz der Gotthardbank in Lugano, erstellt vom Architekten Mario Botta. (27. Januar 2006)

Die Banca del Gottardo war eine Schweizer Bank mit Sitz in Lugano im Kanton Tessin.
Die Bank wurde 1957 als Universalbank gegründet. Bereits 1963 ging die Aktienmehrheit an die Mailänder Banco Ambrosiano über. Nachdem das italienische Mutterhaus zusammengebrochen war, kam sie 1984 zur japanischen Sumitomo Bank. Nachdem bereits in den 1970er-Jahren Filialen in Nassau und Luxemburg eröffnet worden waren, folgte 1994 eine weitere in Monaco. Kommissionserträge aus der Vermögensverwaltung und dem Wertschriftenhandel sowie das Syndikats- und Emissionsgeschäft waren die Haupteinnahmequellen. 1999 wurde die Banca del Gottardo für 2,4 Mrd. Franken von der damaligen Rentenanstalt (heute Swiss Life) übernommen. 
Anfangs November 2007 hat Swiss Life die Banca del Gottardo für 1,875 Mrd. Franken an die Generali-Tochter BSI SA verkauft. Die vollständige Integration der Banca del Gottardo in die BSI SA wurde per Mitte 2008 vollzogen und die Banca del Gottardo aufgelöst. 